# La Chapelle-Rablais
La Chapelle-Rablais (la ʃa.pɛl.ʁa.blɛⓘ) es una población y comuna francesa, en la región de Isla de Francia, departamento de Sena y Marne, en el distrito de Provins y cantón de Nangis.

## Demografía
| 324 | 294 | 342 | 492 | 755 | 779 |
| Para los censos de 1962 a 1999 la población legal corresponde a la población sin duplicidades (Fuente: INSEE [Consultar]) |     |     |     |     |     |